# 明治維新以前に日本に入国したアジア人の一覧
明治維新以前に日本に入国したアジア人の一覧（めいじいしんいぜんににほんににゅうこくしたあじあじんのいちらん）は、明治維新以前に、日本の領土に上陸、滞在した、ウィキペディア内に既に記事が執筆されている（または近日中に執筆される予定の）アジア人の一覧である。
自分の意思に反しての漂流もしくは拿捕による上陸を含むが、外交、政治、文化、科学、宗教などの分野においてある程度著名な者に限定し、日本の周辺の海域を通過しただけの者は含まない。
来日年と国籍、簡潔な紹介も記載する。
- 阿知使主
- 都加使主（東漢直掬）
- 史都蒙
- 阿直岐
- 池津媛
- 石川錦織許呂斯
- 因斯羅我
- 箕子
- 姫氏怒唎斯致契
- 慧灌
- 法道
- 袁晋卿
- 菩提僊那
- 王狗
- 摩羅難陀
- 弓月君
- 恵慈
- 旻
- 司馬達等
- 恵便
- 恵総
- 白昧淳
- 太良未太
- 文賈古子
- 麻奈文奴
- 陽貴文
- 㥄貴文
- 昔麻帝弥
- 福亮
- 白加
- 道顕
- 道璿
- 法蔵
- 法定
- 答ホン春初
- 曇徴
- 陽古
- 破斯清道
- 王辰爾
- 曇徴
- 高麗若光（玄武若光）
- 智聡
- 智蔵
- 智鳳
- 智雄
- 智鸞
- 扶余豊璋
- 鑑真
- 菩提僊那
- 仏哲
- 味摩之
- 路子工
- 王仲文
- 憶礼福留
- 韓法史
- 観勒
- 法載
- 法成
- 法進
- 如宝
- 伊行末
- 大休正念
- 竺仙梵僊
- 無学祖元
- 蘭渓道隆
- 徐福

## 13世紀
- 一山一寧（1299年、中国） - 元の使者として来日した渡来僧。日本朱子学の祖ともされる。

## 14世紀
- 林浄因（1349年、中国） - 中国より来日・帰化し、饅頭を日本に初めて伝えたといわれる人物。北宋の詩人林和靖の子孫、日本の戦国時代の学者林宗二の先祖とされる。

## 15世紀
- 宋希璟（1420年、朝鮮） - 応永の外寇に係る回礼使として室町時代の日本に派遣され、『老松堂日本行録』を著した。
- 朴瑞生（1428年、朝鮮） - 通信正使として日本に派遣され、足利義教に謁見し帰国。「世宗実録」には朴瑞生が報告した日本の情報も含まれており、室町中期の日本の経済・社会情勢を克明に伝えている。
- 申叔舟（1443年、朝鮮） - 朝鮮通信使の書状官として日本に赴く。日本を訪問した経験を基に「海東諸国紀」を著す。

## 16世紀
- 姜沆（1597年、朝鮮） - 慶長の役のときに捕虜となり、日本に入国した朝鮮の文官。俘虜生活の見聞を「看羊録」にまとめたのち、朝鮮に帰国した。

## 17世紀
- 隠元隆琦（1654年、中国） - 明から来日した黄檗宗の僧。インゲンマメを日本に持ち込んだ人物と言われており、能書家としても知られる。黄檗三筆の一人。
- 木庵性瑫（1655年、中国） - 隠元に招かれ、明から来日した黄檗宗の僧。黄檗三筆の一人。
- 即非如一（1657年、中国） - 隠元に招かれ、明から来日した黄檗宗の僧。黄檗三筆の一人。

## 18世紀
- 伊孚九（1720年、中国） - 中国清代の画家で、来舶四大家の一人。池大雅は彼を模範にして学んだと言われている。
- 沈南蘋（1731年、中国） - 中国清代の画家で、徳川吉宗の施策により来日。彼の画風は南蘋派の形成につながり、のちには円山応挙・伊藤若冲にも影響を及ぼした。
- 費漢源（1734年、中国） - 中国清代の画家で、来舶四大家の一人。
- 金仁謙（1763年、朝鮮） - 朝鮮通信使の書記として来日する。金仁謙の日本旅行記「日東壮遊歌」には、当時の朝鮮人の日本に対する率直な思いが記されている。
- 方西園（1764年、中国） - 中国清代の画家で、度々来日。谷文晁や渡辺崋山などの文人画家に影響を与えた。
- 張秋穀（1786年、中国） - 中国清代の画家で、来舶四大家の一人。渡辺崋山など日本の文人画家に影響を及ぼす。

## 19世紀
- 江稼圃（1804年、中国） - 中国清代の画家で、来舶四大家の一人。大田南畝らと交流し、幕末期の文人画の発展に寄与。

- 羅森（1854年、中国） - ペリー艦隊の漢文通訳を務めた中国人。来日中は幕末日本の多くの要人と交流し、見聞録となる「日本日記」を著した。